# ニュートン・ファミリー
ニュートン・ファミリー（Neoton Família、英語表記ではNewton Familyとされる場合もあり）は、1977年から1990年にかけて活躍したハンガリーの有名なポップバンドグループ。なお、当時のメンバーの一部はその後も本国ハンガリーで音楽活動を続け、2005年にはNeoton Família Sztárjaiという名前で再結成された（メンバー構成は当時とは若干異なる）。
基本的には1965年から活動しているNEOTONというバンドに女性コーラスグループなどが加わり、ニュートン・ファミリーとしての活動期間中は総勢7～10名で何回かのメンバーチェンジを繰り返しながら活動していた。
日本でも1970年代後半のディスコブームに乗り、1980年発売のアルバム「サンタ・マリア」や「ドン・キホーテ」などが大ヒットした。なお、『Time Goes By』（愛のゆくえ）は、1983年の第14回世界歌謡祭グランプリ賞に輝いた。 
なお、1981年に制作されたSound Of Summerは翌年の1982年4月から1992年3月までの10年間に渡ってKTVワイドニュースのオープニングテーマとして使われた。